# James Shirley
James Shirley (ou Sherley) (Londres, meados de setembro de 1596 — Londres, 29 de outubro de 1666) foi um dramaturgo inglês.
Pertenceu ao grande período da literatura dramática inglesa, mas, nas palavras de Charles Lamb, "reclama um lugar entre os mais destacados da época, ainda que não por um gênio próprio particularmente trascendente, pois foi o último de uma grande raça, todos os quais falavam praticamente o mesmo idioma e tinham o mesmo grupo de noções e sentimentos morais em comum." Sua carreira de dramaturgo se desenvolveu entre 1625 até a supressão das obras cênicas pelo Parlamento em 1642.
Personifica já a decadência do teatro inglês.
Escreveu cerca de quarenta obras teatrais, entre as que sobressaem: "O traidor" (The Traitor), "O cardeal" (The Cardinal) e "As bodas".

## Referência
- Mendizábal, F. de., Historia de la Literatura inglesa.